# سیلوان اندرتون
سیلوان اندرتون (انگلیسی: Sylvan Anderton؛ زادهٔ ۲۳ نوامبر ۱۹۳۴) بازیکن فوتبال اهل بریتانیا است.
از باشگاه‌هایی که در آن بازی کرده‌است می‌توان به باشگاه فوتبال چلسی، باشگاه فوتبال کویینز پارک رنجرز، و باشگاه فوتبال ردینگ اشاره کرد.